# Michael von Graffenried

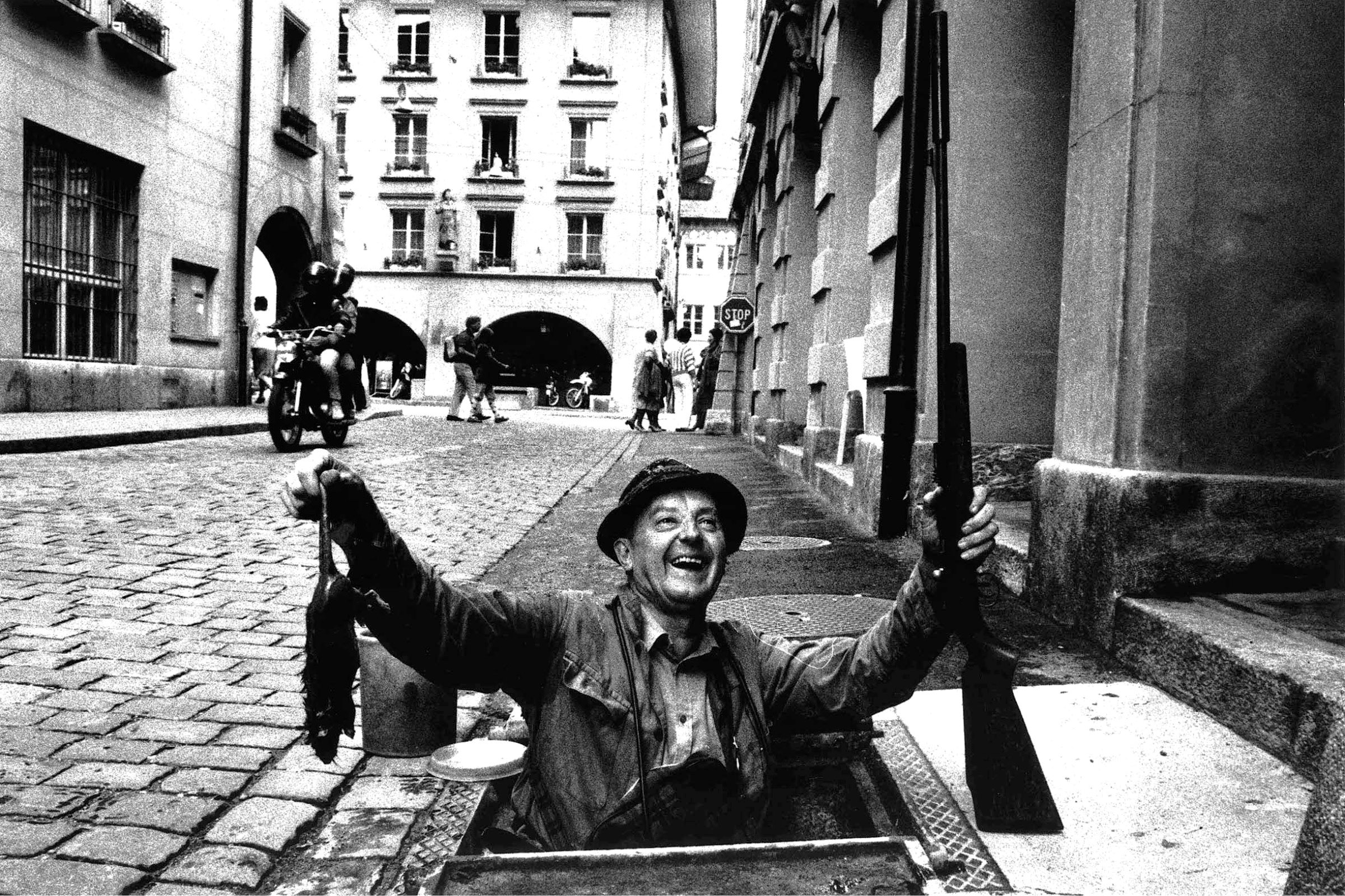
Rat Catcher, 1984, želatinový stříbrný tisk, 30×40 cm, vintage tisk

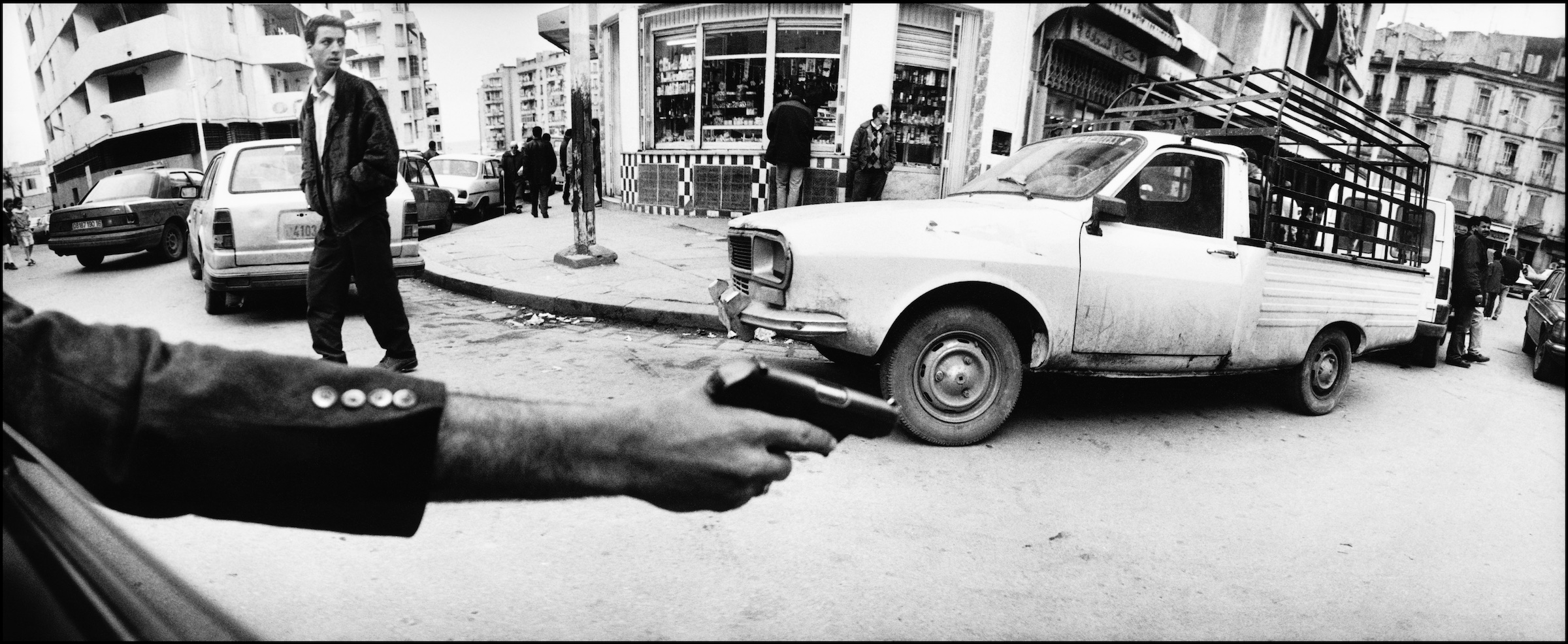
Inside Algeria, 1994, želatinový stříbrný tisk, 110×50 cm

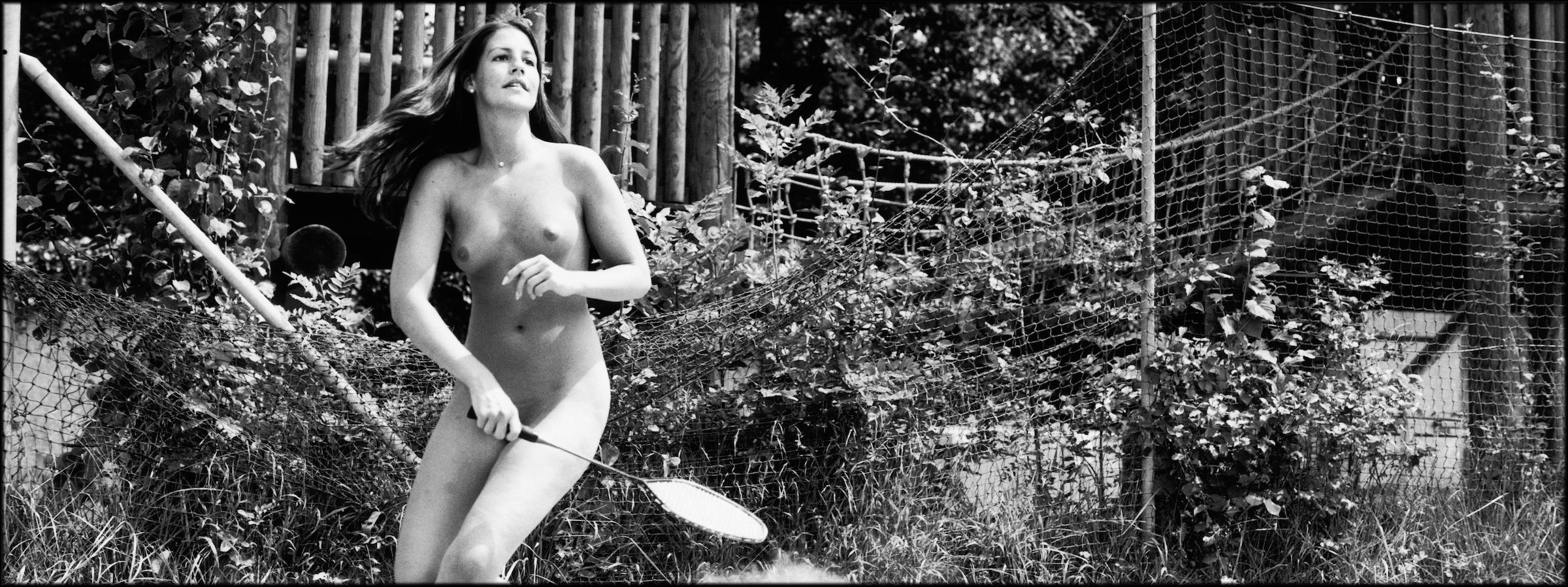
Naked in Paradise, 2001, želatinový stříbrný tisk, 298×125 cm

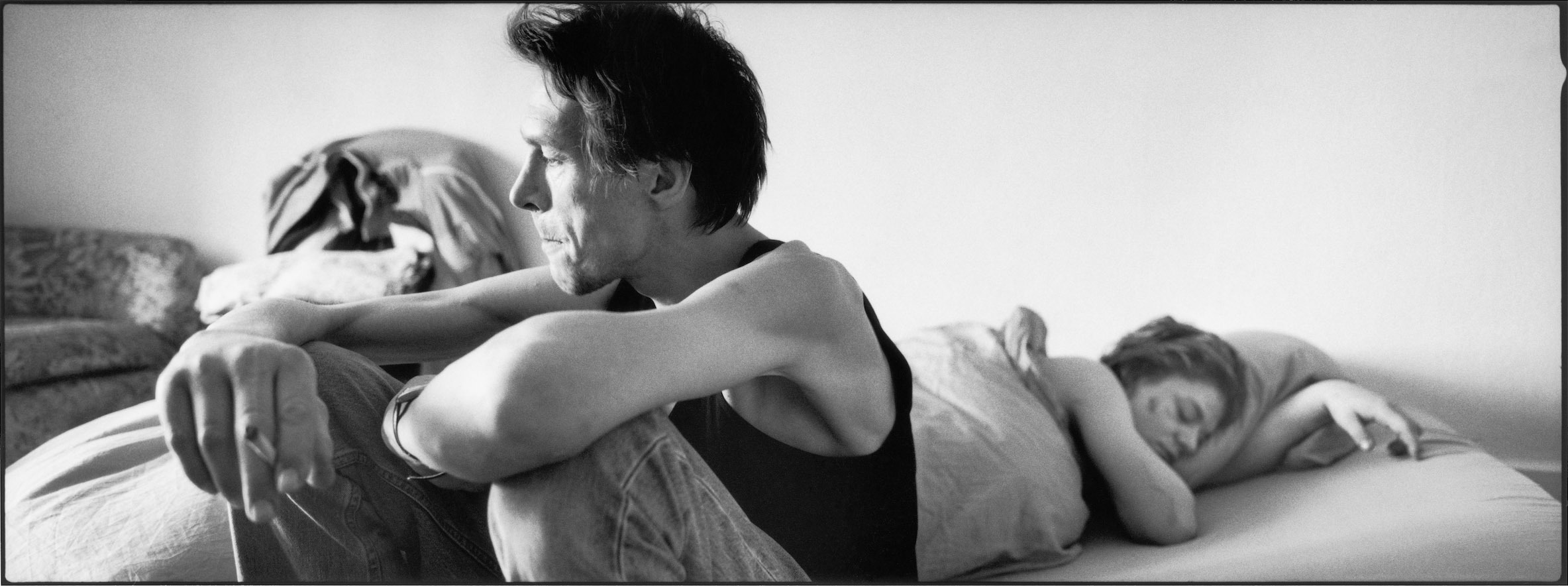
Cocainelove - Astrid et Pierre, 2004, želatinový stříbrný tisk, 298×125 cm

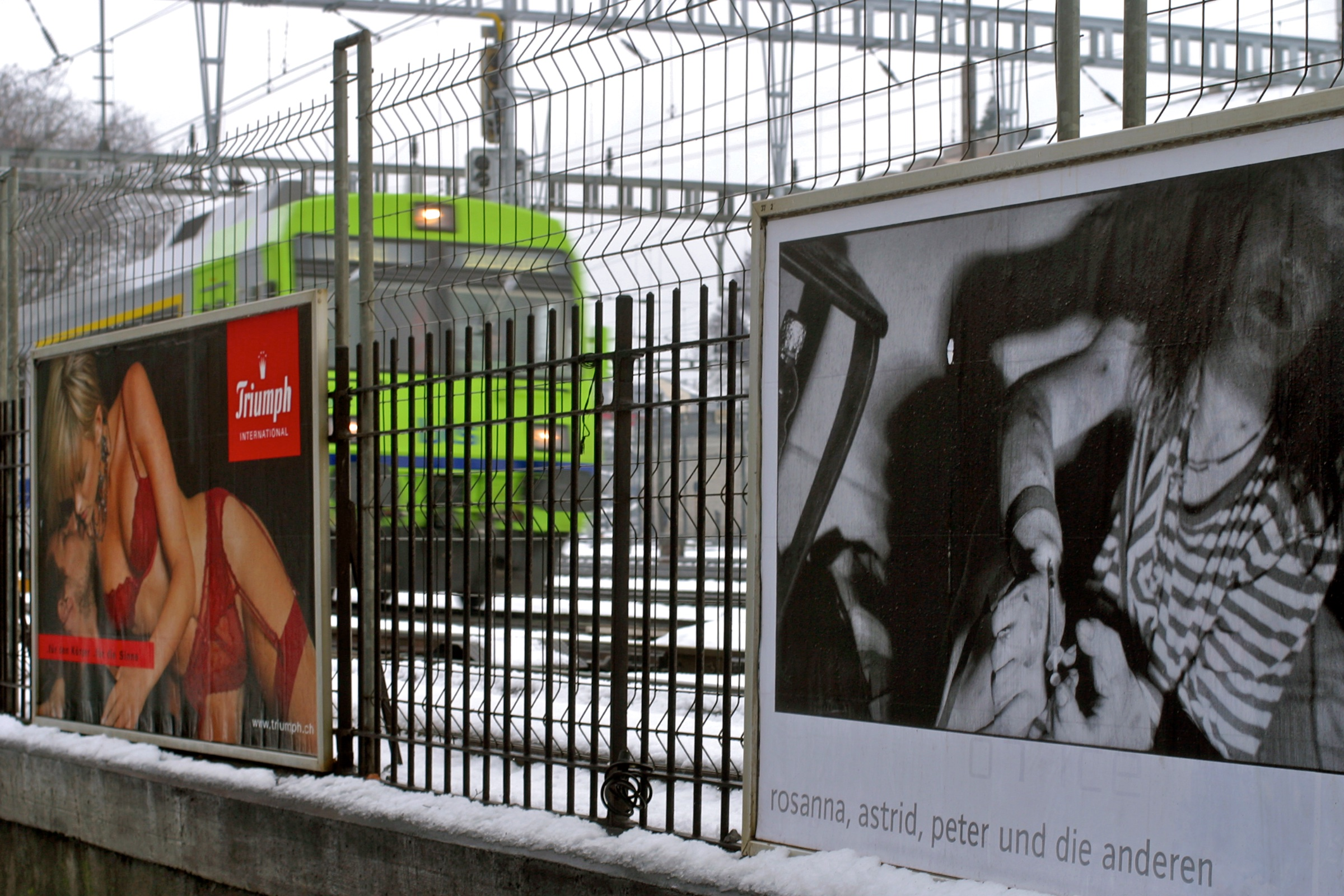
Veřejný billboard s Cocainelove, 2005 ve švýcarském Bernu

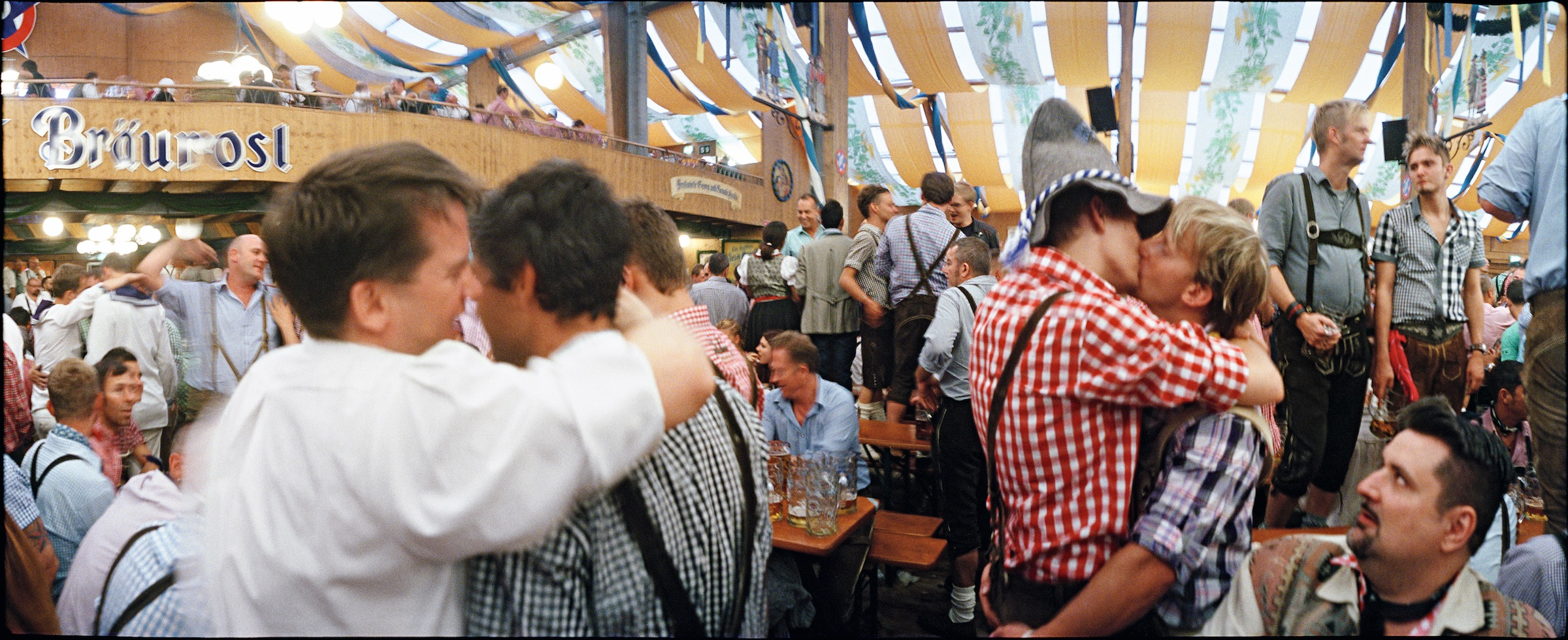
Bierfest, 2011, tisk Lambda, 288×125 cm

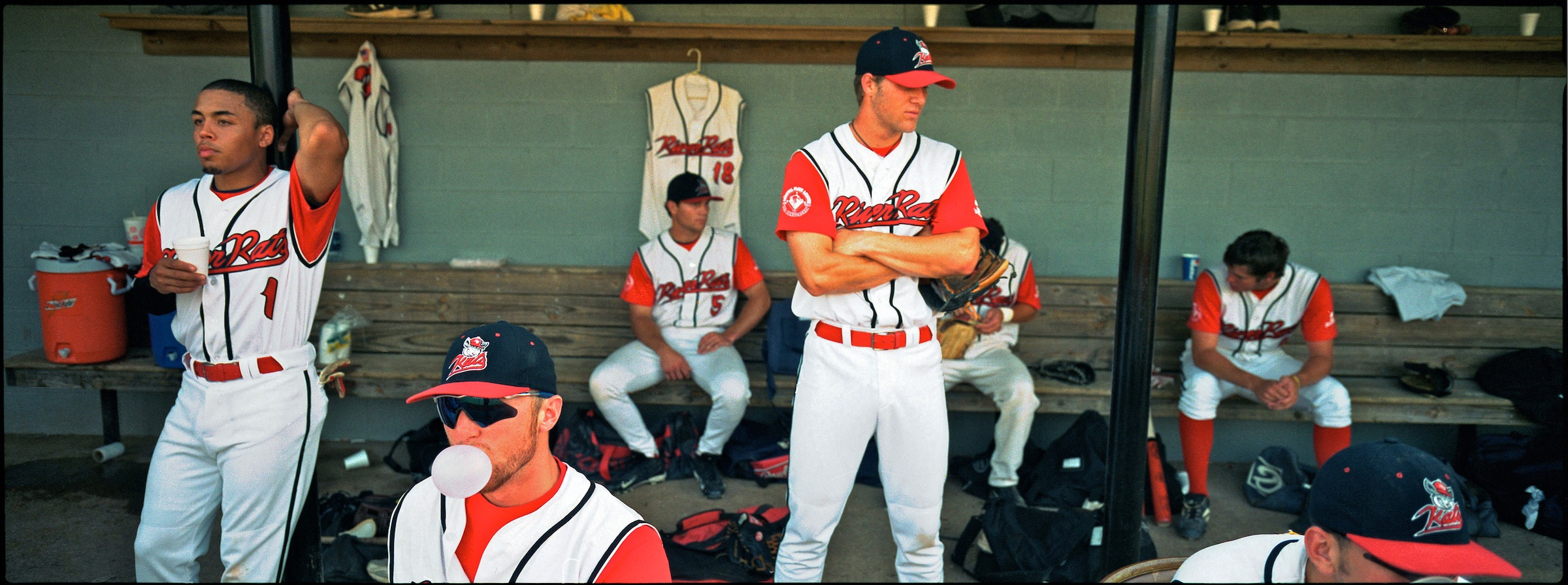
Naše město, 2006, tisk Lambda, 288×125 cm

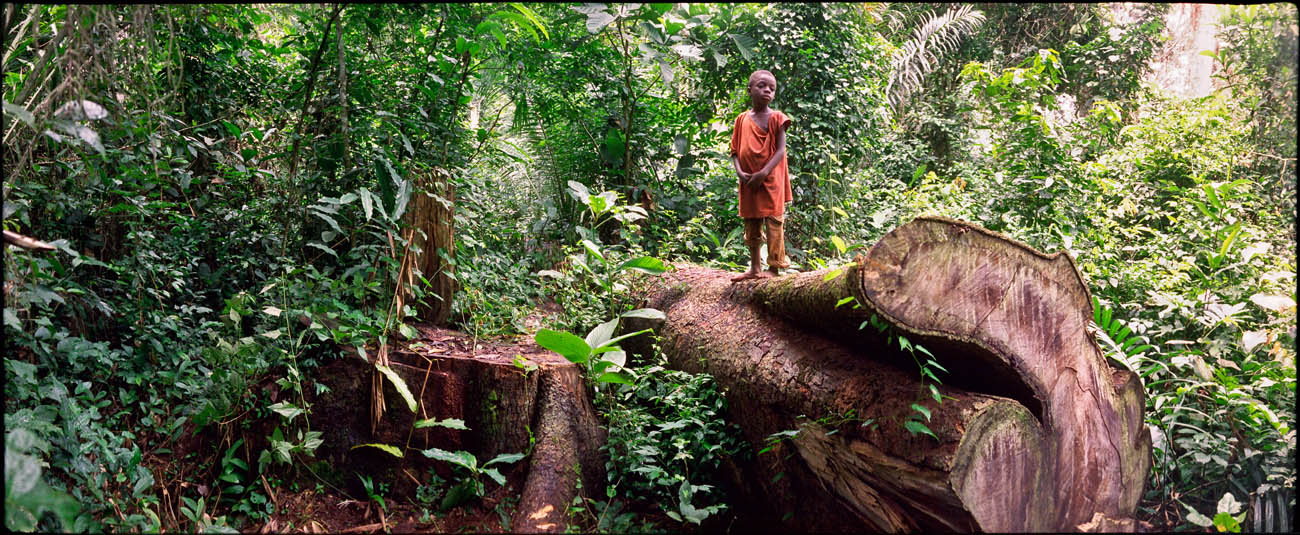
Baka Boy, 2009, tisk Lambda, 288×125 cm

Michael von Graffenried (* 7. května 1957) je švýcarský fotograf žijící a pracující mezi Paříží, Brooklynem a Švýcarskem. V roce 1978 začal pracovat jako fotoreportér. Ze svých cest po světě realizoval celou řadu publikací. Dnes (2020) pracuje na dlouhodobých projektech využívajících různé druhy médií k prezentaci svých uměleckých děl, jako jsou kampaně pod širým nebem na veřejných billboardech a ve filmech. Jeho práce se objevily v mnoha mezinárodních časopisech a novinách, včetně The New York Times, Time, Newsweek, Life, Paris Match, Le Monde, GEO, Stern a El Paìs. Svými filmy, videi, fotografiemi a také jako host přispěl k mnoha televizním programům v Evropě. Vystavoval ve Švýcarsku a Francii, dále v New Yorku, Alžíru, Hongkongu a Bejrútu.

## Životopis
Poprvé se stal známým ve Švýcarsku díky práci zaměřené na jeho rodné město, včetně švýcarského parlamentu, kde mu jeho fotografie členů parlamentu, kteří vypadali ospale nebo byli chyceni v nelichotivých pózách, zajistili reputaci drzosti. Americká fotografická kritička Vicki Goldberg psala o jeho používání humoru v New York Times a srovnávala jej s Robertem Frankem a Reném Burrim.
Na mezinárodní úrovni se proslavil díky své práci v Alžírsku. Deset let pravidelně cestoval po zemi, která byla sužována občanskou válkou, a fotografoval starou panoramatickou kamerou drženou ve výšce pasu a ovládal ji bez použití hledáčku. Jeho panoramatické snímky, které nesly jeho osobitý styl, byly předmětem několika knih a výstavy v La Villette v Paříži v roce 1998, poté byly představeny v Alžíru v roce 2000. S režisérem Mohammedem Soudanim také produkoval film War Without Images – Algeria, I Know That You Know. V dokumentárním filmu hledá Alžířany, které vyfotografoval během občanské války. V roce 2002 byl film uveden na Mezinárodním filmovém festivalu v Locarnu.
Michael von Graffenried původně pracoval pro tištěný tisk, kde měl silnou kontrolu nad používáním svých obrázků. Aby ospravedlnil důvěru, kterou do něj vkládají jeho fotografické subjekty, a aby si zachoval svou nezávislost a integritu, vždy odmítal vstoupit do tiskové agentury nebo nakladatelství.
Poté se přesunul ke koncepčnějšímu přístupu k fotografii, kdy vytvořil velkoformátové panoramatické verze své práce na billboardech ve velkých švýcarských městech: CocaineLove on (illegal) drugs, a Eye on Africa (Kamerun). Kurátor Hans-Ulrich Obrist komentoval Graffenriedovu metodu práce se starým panoramatickým Wideluxem s tím, že jeho tělo se stává fotoaparátem a že jeho fotografie již nemají rub ani líc a divák je do nich ponořen.
Graffenried neváhal využít svou slávu k vyjádření svých politických názorů. Byl přímým zastáncem hlasování „NE“ během švýcarského referenda o minaretu, populární iniciativy schválené většinou voličů dne 29. listopadu 2009. Zákaz minaretu je nyní součástí ústavy.
V roce 2014 se připojil k týmu, který vytvořil švýcarský online zpravodajský web sept.info. Tady podnítil vydávání týdenního tištěného časopisu, vyřezaného do přesného tvaru iPadu. To umožnilo čtenářům umístit časopis do svého iPadu, kde si mohli vybrat, zda si budou číst jejich tištěnou kopii nebo online obsah sept.info na obrazovce. Do roku 2015 byl uměleckým ředitelem sept.info. Mnoho z jeho přátel fotografů se podílelo na této publikační zkušenosti.

## Ocenění
- Cena World Press Photo 1989 za sérii Sovětští umělci v Moskvě během perestrojky.
- Medaile Čestné legie 2006 udělená ministrem kultury (Francie).
- Cena Ericha Salomona 2010 udělená Německou fotografickou společností.

## Vybrané dokumentární filmy
- 2000 Algeria – War without images by Mohammed Soudani
- 2004 Michael von Graffenried – Photo Suisse (EN) by Andreas Hössli
- 2005 Cocainelove by mvg and Roland Lanz
- 2009 Shoreditch Stories by Peter Balzli
- 2009 Minaret in Bricklane London
- 2012 On the Edge by Mohammed Soudani
- 2014 mvgphoto Channel

## Vybrané knihy
- 1989 Swiss image, Bern: Benteli, OCLC 23925554
- 1991 Swiss people, Le Mont-sur-Lausanne: J. Genoud, OCLC 80809652
- 1995 Sudan, a forgotten war, Bern: Benteli, OCLC 75557675
- 1997 Naked in Paradise, Stockport: Dewi Levis, ISBN 1-899235-85-X
- 1998 Inside Algeria, New York: Aperture, (Library of Congress Catalog Card Number: 98-85810)
- 1998 Algérie, photographies d'une guerre sans images, Paris: Hazan, OCLC 40760017
- 2005 The Eye of Switzerland: 15 years of Swiss Press Photo, Wabern-Bern: Benteli, OCLC 71255254
- 2005 Cocaine Love, Benteli, Wabern, OCLC 58602649
- 2009 Eye on Africa, Basel, Schwabe Verlag, ISBN 9783796525827
- 2010 Outing, Maison Européenne de la Photographie, Conversation avec Hans Ulrich Obrist à Londres
- 2014 Bierfest, Göttingen, Steidl, ISBN 9783869306803
- 2016 Changing Rio, Zurich, Offizin, OCLC 934152966

## Vybrané výstavy (samostatné)
- 2016 Změna Rio, Maison de France, Rio de Janeiro, Brazílie
- 2014 Bierfest, Galerie Esther Wordehoffové, Paříž[6]
- 2012 On the Edge (na veřejných billboardech), Varanasi, Indie
- 2012 Shoreditch Stories, Londýn
- 2012 Inside Cairo, Parker's Box Gallery, Brooklyn NY[7]
- 2012 35 mm film, Leica Gallery, New York
- 2010 Oko v Africe, Galerie Esther Wordehoff, Paříž
- 2010 Outing, Retrospective, Maison Européenne de la Photographie, Paříž
- 2009 Oko na Afriku, Paul Klee Zentrum, Bern, Švýcarsko
- Válka 2008 bez obrázků - Alžírsko, hangár - UMAM, Bejrút, Libanon
- 2007 Naše město, Kornhausforum Museum Bern, Švýcarsko
- 2007 Inside Cairo, Na střeše v centru Káhiry, fotografická instalace, Egypt
- 2006 Graffenried na stránce, Galerie Esther Woerdehoff, Paříž - Měsíc fotografie
- 2006 Our Town, Bank of the Arts, New Bern, North Carolina, United States
- 2005 Rosanna, Astrid, Peter a další, Švýcarské národní muzeum, Curych
- 2003 Michael von Graffenried - Panoráma světa, Knihovna města Bordeaux, Francie
- 2003 Museum of Fine Arts Bern, Švýcarsko (kurátor Harald Szeemann)
- 2002 Helveticum 02, Museum of Art, Neuchâtel, Švýcarsko
- 2000 Algérie, photosies d'une guerre sans images, Národní knihovna El Hamma, Alžír
- 1999 World Panorama, Fotomuseum Winterthur, Švýcarsko
- 1998 Algérie, photographies d'une guerre sans images, Paříž - měsíc fotografie, Pavillon Delouvrier, Parc de la Villette, Paříž
- 1997 Naked in Paradise, Witkin Gallery, New York
- 1997 Naked in Paradise, Galerie Scalo, Curych, Švýcarsko
- 1997 Súdán, Museum Zündorfer Wehrturm, Kolín nad Rýnem, Německo
- 1997 Galerie Agathy Gaillardové, Paříž

## Sbírky
Fotografie Michaela von Graffenriedse jsou ve stálých sbírkách Švýcarské fotografické nadace ve Winterthuru, Musée de l'Elysée v Lausanne, Bibliothèque Nationale v Paříži a The Pilara Foundation v San Francisku v USA.